# Вибратор (секс)

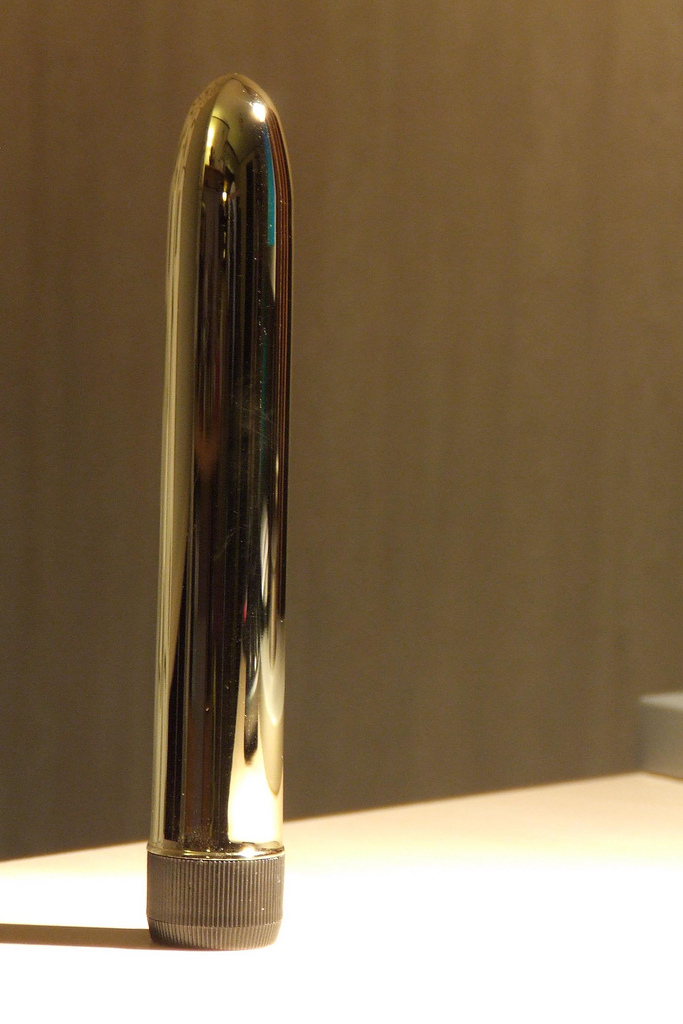
Металлический цилиндрический вибратор

Вибра́тор — секс-игрушка, предназначенная для проведения массажа вагины, клитора или заднепроходного канала (а также простаты). Было разработано четыре вида вибраторов: клиторальные, вагинальные, анальные и комбинированные. Устройство часто имеет вид полового члена и в этом случае может считаться разновидностью фаллоимитатора.

## История

### Ранняя история
Первый электрический вибратор был изобретён в конце XIX века как медицинский прибор для снятия боли и лечения различных заболеваний. Первое применение в медицинских целях датируется 1878 годом.
В 1869 году Джордж Тейлор запатентовал своё изобретение под названием манипулятор, которое работало от парового двигателя и вибрирующим поршнем «лечило» женщин от проблем в паху и грыж. Изобретатель указывал, что процедуру необходимо производить в присутствии специалиста во избежание «баловства».
В 1903 году было опубликовано рекламное объявление о сексуальном приборе Hygeia для мужчин и женщин.
В 1910 году Гамильтон Бич (Hamilton Beach) открыл фабрику по производству электрических вещей для дома, среди которых выпускался ручной вибратор.
До 1920-х вибраторы продавались свободно, но после их появления в порнофильмах отношение к ним изменилось. С тех пор их продажей стали заниматься преимущественно специализированные магазины «секс-шопы».

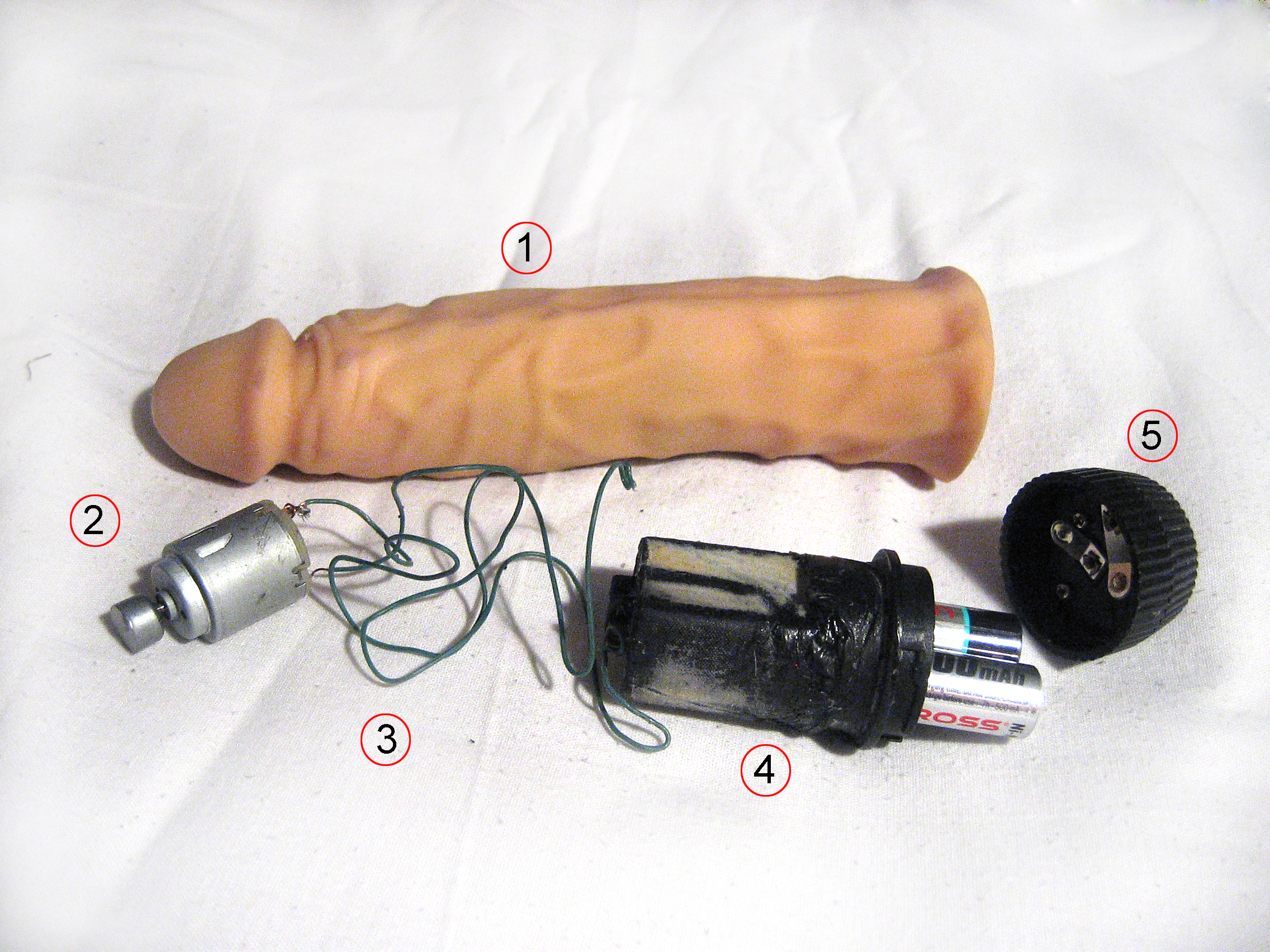
Устройство вибратора: 1 — корпус, 2 — электромотор с эксцентриком, 3 — соединительные провода, 4 — источник питания (гальванические элементы), 5 — крышка с встроенными выключателем и регулятором интенсивности вибрации (амплитуды, частоты)

## Вибратор и оргазм
Вибраторы могут быть рекомендованы врачами к использованию женщинам, которые испытывают трудности в достижении оргазма при половом акте или мастурбации.

## Типы
Почти во всех вибраторах вибрация создаётся путём вращения эксцентрикового веса электродвигателем на валу, но некоторые используют электромагнитные вибрационные катушки.
Некоторые вибраторы продаются под названием «массажёр для тела», хотя они всё ещё могут использоваться наподобие тех, что продаются как секс-игрушки, для аутоэротизма. Некоторые вибраторы работают от батареек, в то время как другие имеют шнур питания, подключаемый к электророзетке. Некоторые люкс-брендовые вибраторы также полностью покрыты медицинским силиконом без обнажения панелей управления или швов. Хотя надлежащая чистка требуется для любой секс-игрушки, обладание меньшим количеством мест для роста бактерий снижает шанс инфицирования.
В то время как некоторые компании продают значительно большие фаллоимитаторы и вибраторы, большинство, которое продаётся для вагинального или анального введения, изготавливается размером, близким к среднему размеру пениса.
Существует широкий ассортимент вибраторов, но большинство из них попадает в несколько широких категорий:
- Клиторальные: мощные wand-вибраторы[англ.][7][8], которые внешне стимулируют клитор. Вибратор двойного типа обеспечивает стимуляцию как клитора, так и точки G. Они обычно запускаются от батареек и некоторые из них можно использовать под водой. Наиболее распространенный тип клиторального вибратора — маленький, яйцевидной формы, прикрепленный к регулирующему скорость блоку батареек с помощью длинного шнура. Вариации включают вибраторы формой наподобие узких пуль, животных, эргономичных форм, миниатюрных ракет и больших человеческих языков. Независимо от дизайна, главной функцией клиторального вибратора является вибрация с различными скоростями и интенсивностями. Некоторые клиторальные вибраторы могут вводиться во влагалище. Такие обычно имеют маленькую руку возле основания вибратора, предоставляя одновременную клиторальную и влагалищную стимуляцию.

- В форме дилдо: почти соответствуют форме и размеру пениса и могут быть изготовлены из пластика, силикона, резины, винила или латекса. Вибрирующие дилдо могут быть для личного использования или с помощью партнера. Они могут использоваться для вагинального и анального проникновения, а также для орального проникновения[9]. Они бывают разных размеров, цветов и текстур, и они могут быть двусторонними, такими что обе анальная и вагинальная стимуляции могут быть выполнены одновременно.

- Вибратор-яйцо или вибратор-пуля: вибратор в форме яйца или пули для стимуляции клитора или пениса и влагалищного или анального введения. Проводной и беспроводной варианты — оба распространены.

- Водонепроницаемый: можно использовать мокрыми, например, в душе. Хотя они продаются как водонепроницаемые, большинство не должны быть погруженными в воду. Те, которые спроектированны для подводного использования, могут быть использованы в бассейне, ванной или душе, или любом другом влажном месте. Эти вибраторы — рекомендуется использовать с совместимым с водой лубрикантом, таким как лубрикант на силиконовой основе.

- Кролик[англ.] (Jack Rabbit), двунаправленный для стимуляции вместе влагалища и клитора одновременно. Был популяризован Сексом в большом городе в конце 90-х[10]. Вибратор Кролик на самом деле состоит из двух вибраторов разных размеров. Фалосоподобной формы вибратор предназначен для введения во влагалище, чтобы стимулировать влагалище, в то время как меньший клиторальный стимулятор размещён вперёд лицом к главному вибратору. Вибратор Кролик был назван в честь формы клиторального стимулятора, которая напоминает пару ушей кролика. Обычно они изготавливаются из резины, геля, силикона или латекса и поставляются в широком ассортименте цветов, размеров и дизайнов.

- Для точки G[англ.]: похож на традиционный вибратор, но с изгибом и часто мягким гелеобразным покрытием. Изгиб спроектирован для стимуляции точки G или простаты. Этот тип вибратора изготовлен из материалов, таких как силикон или акрил. Может использоваться с или без вибраций. Их рекомендуется использовать со значительным количеством лубриканта, особенно когда используются анально.
- Сгибаемые вибраторы: гнутся под разным углом для адаптации к форме тела и используются для поиска и стимулирования труднодоступных эрогенных зон. Можно придать форму чтобы действовал как вибраторы различных типов, таких как для точки G, анала, пениса, двойной и прочие.

- Программируемые и дистанционно-управляемые вибраторы: можно носить внутри или на гениталиях и могут быть предварительно запрограммированы или управляться дистанционно. Например, «Little Rooster» — это таймер, который предназначен для того, чтобы разбудить пользователя вибрацией, сначала лёгкой и затем с увеличивающейся мощностью[11]. Другие вибраторы поставляются с ручным пультом дистанционного управления, доступны проводные и беспроводные, которые можно использовать для регулировки скорости и интенсивности.

- Pocket rocket-вибраторы: имеют форму наподобие цилиндра, с одним из его концов, имеющим несколько вибрирующих выступов. Предназначены для стимуляции клитора или сосков, не для влагалищного введения. Pocket rocket — мини-вибратор, который обычно имеет длину около 12 сантиметров и напоминает небольшой походный фонарик. Описываются как незаметные секс-игрушки, которые можно носить в сумочке или портфеле, но это не один из самых тихих вибраторов. Многие пользователи отмечают, что он довольно шумный. Из-за своей малой размерности, он питается от одной батарейки и обычно имеет только одну скорость.

- «Замаскированные» вибраторы: вибраторы, предусмотрительно оформленные в виде повседневных предметов, таких как тубы для губной помады, мобильные телефоны или произведения искусства. Иногда некоторые женщины используют настоящие мобильные телефоны в качестве этой функции. Этот тип вибратора изготавливается из широкого ассортимента материалов, форм и цветов. Тайные вибраторы обычно относительно достаточно малы и в большинстве случаев они имеют только одну скорость и питаются от одной батарейки. Они имеют тенденцию копировать точную форму и дизайн объекта, за который их должны ошибочно принять.

- Анальные вибраторы[англ.]: спроектированы для анального использования и имеют или расширенное основание или длинную рукоять для обхвата, чтобы предотвратить их проскальзывание внутрь и застревания в прямой кишке. Анальные вибраторы поставляются в разных формах, но обычно это анальные пробки или фаллосоподобные вибраторы. Их рекомендуется использовать со значительным количеством лубриканта и вводить лёгким нажимом и осторожно, чтобы предотвратить любое возможное повреждение слизистой прямой кишки.

- «Бабочка»: вибратор, крепящийся обвязыванием бретелей вокруг ног и талии, для стимуляции клитора без рук во время полового акта. Поставляется в трех вариантах: традиционный, с дистанционным управлением и с анальными или вагинальными стимуляторами. Они делаются из силикона, пластика и латекса или гелевые.

- Вибрирующее эрекционное кольцо: вибратор (обычно беспроводной), вставленный внутрь или прикрепленный к эрекционному кольцу, обычно для стимуляции клитора. Это действительно часть «эрекционного кольца», которое прикрепляется к пенису для усиления клиторальной стимуляции во время полового акта.

- Двойные вибраторы: вибраторы спроектированы для стимулирования двух эрогенных зон одновременно или независимо. Они обычно поставляются в форме клиторального стимулятора и вагинального стимулятора; например, Sybian[англ.]. Для мужчин существуют вибраторы, которые стимулируют простату и промежность одновременно.

- Тройные вибраторы: вибраторы спроектированы для стимулирования трёх эрогенных зон одновременно или независимо. Они обеспечивают стимуляцию влагалища, клитора и анальных областей у женщин. Дизайны для мужчин стимулируют анус, промежность и мошонку.

- Многоскоростные вибраторы: позволяют пользователям настраивать как быстро возникают пульсирующие или массажирующие движения вибратора. В зависимости от определённого типа вибратора, изменение скорости производится простым нажатием кнопки предопределенным количеством раз, позволяя пользователям менять скорости несколько раз во время использования[источник не указан 1895 дней].

- Умные вибраторы: используют Bluetooth-соединение, обеспечивающее удалённое управление через Интернет, синхронизированную с мультимедиа-контентом вибрацию, программируемые вибрации и подобное через мобильные приложения. Первым умным вибратором был Vibease[англ.], бывший краудфандинговым проектом.

## Фотогалерея

Фаллоимитаторы:
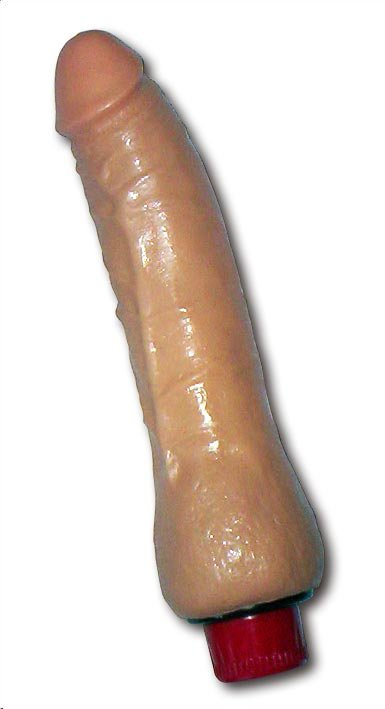
Реалистичный вибратор-фаллоимитатор
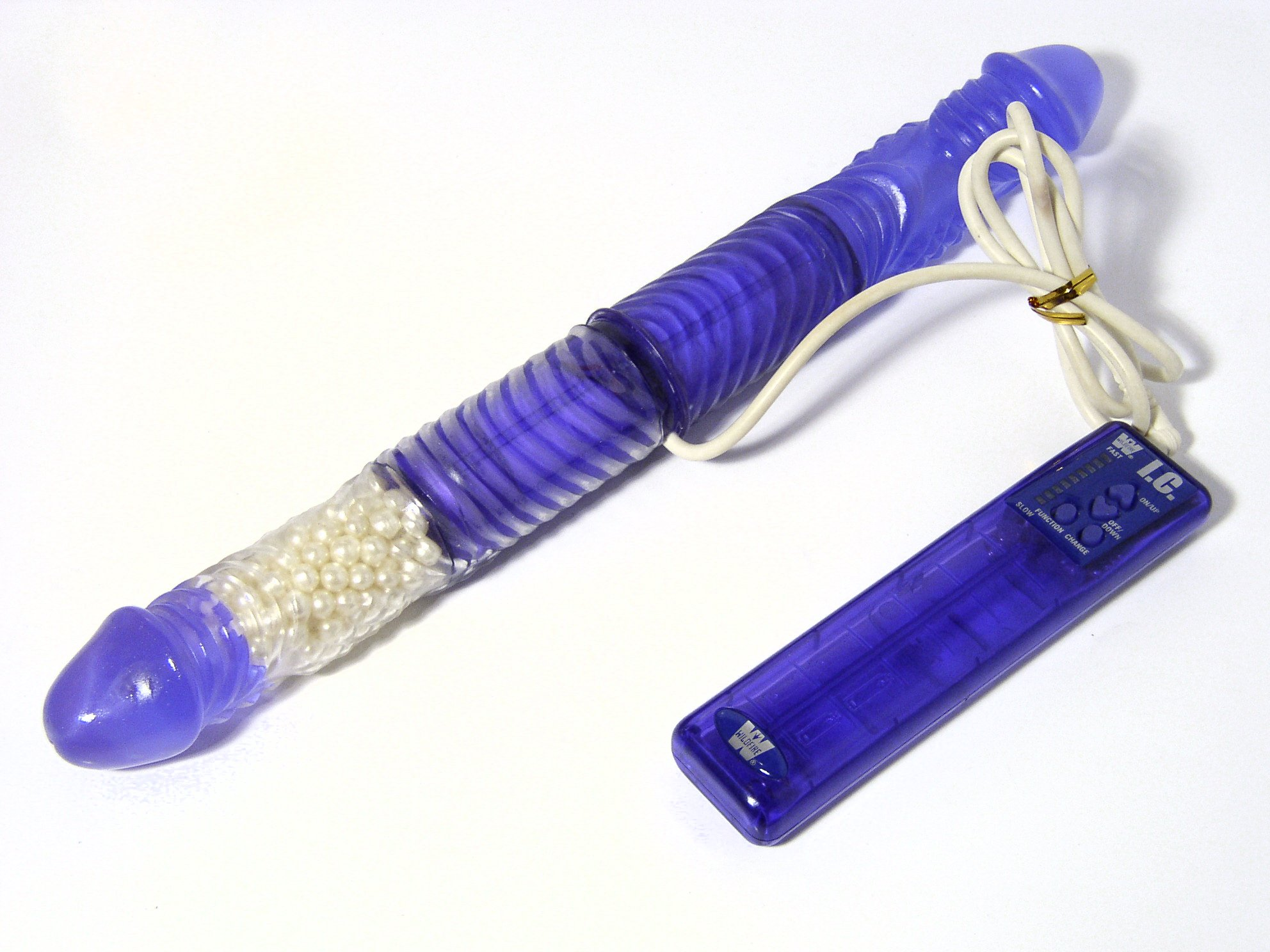
Двусторонний реалистичный вибратор-фаллоимитатор
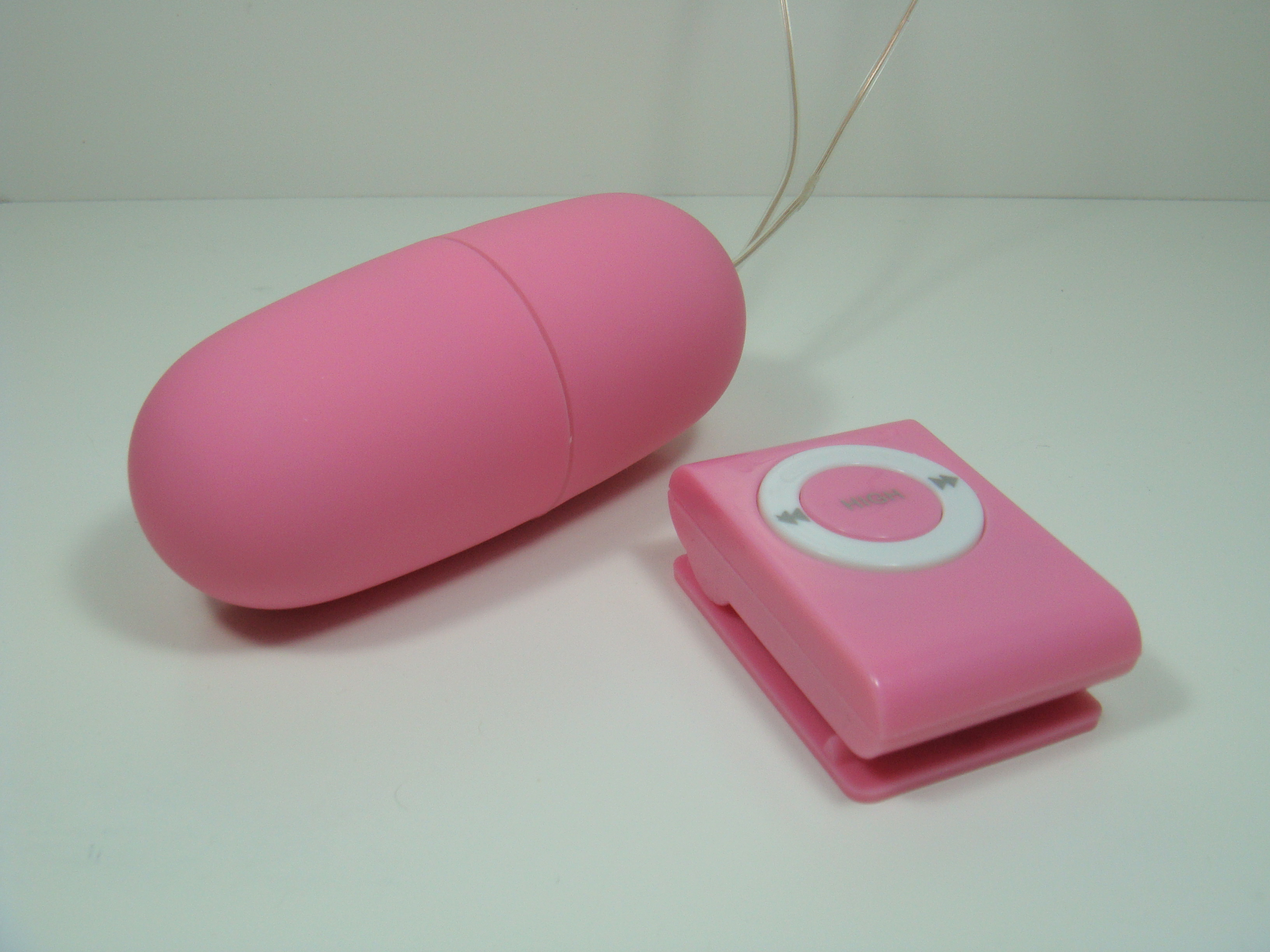
Вагинальное виброяйцо с радиоуправлением от пульта
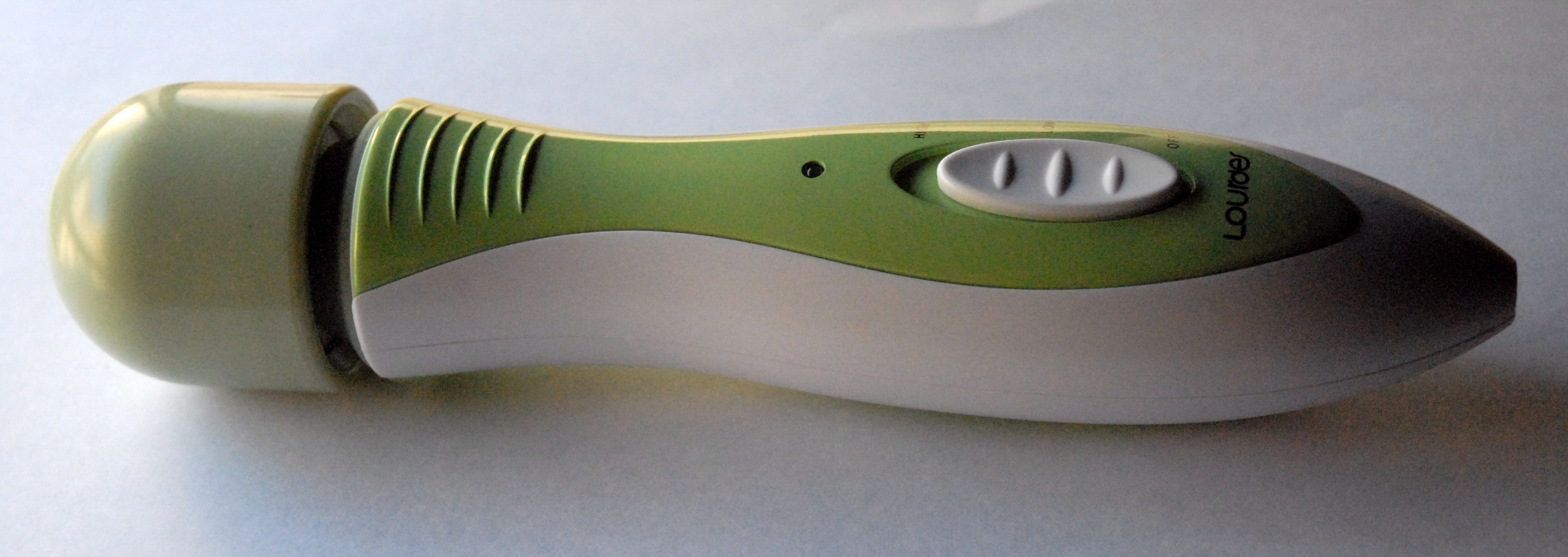
Вибратор-массажёр
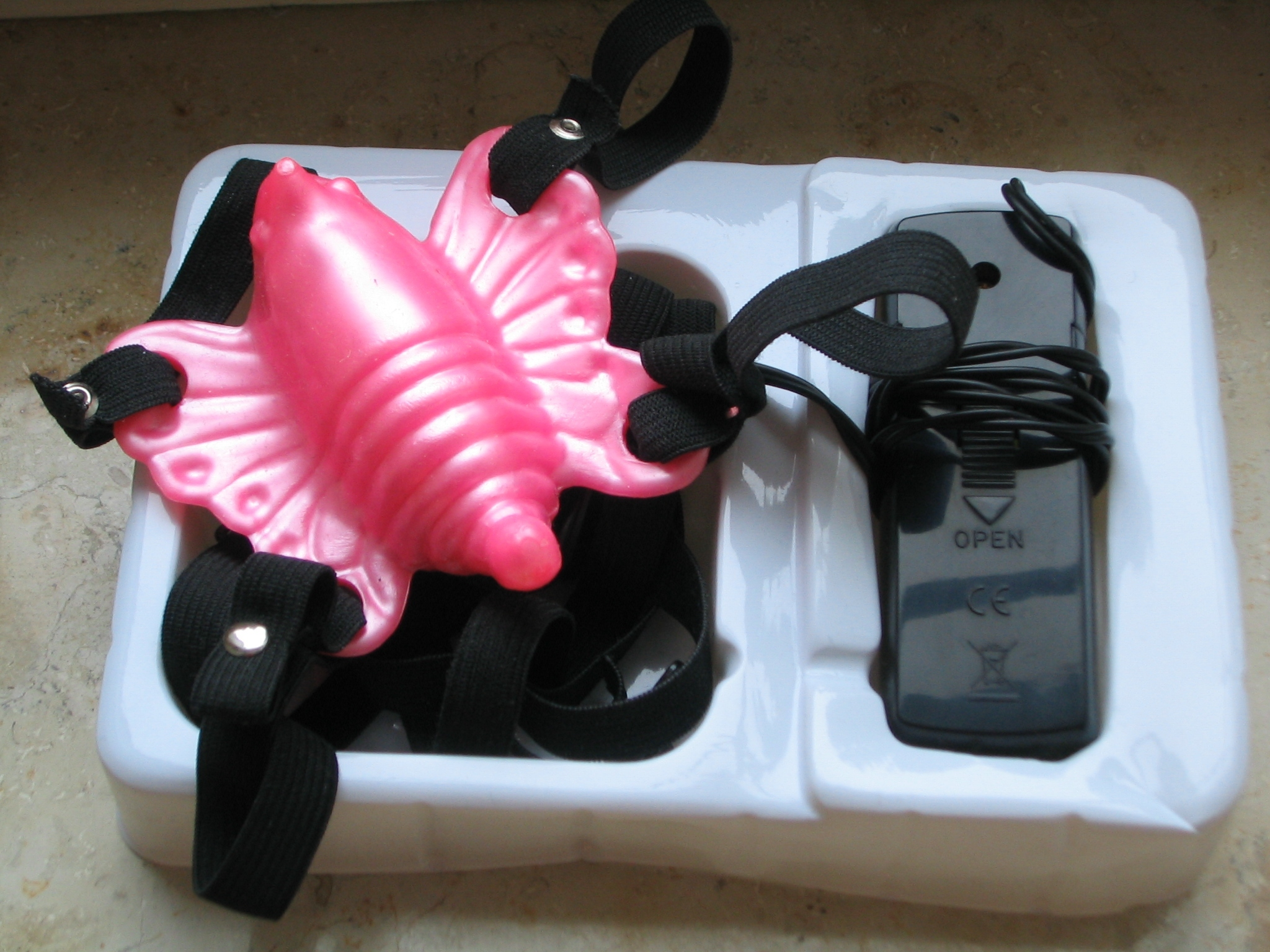
Клиторальный вибратор-бабочка с дистанционным управлением и лямками для ношения
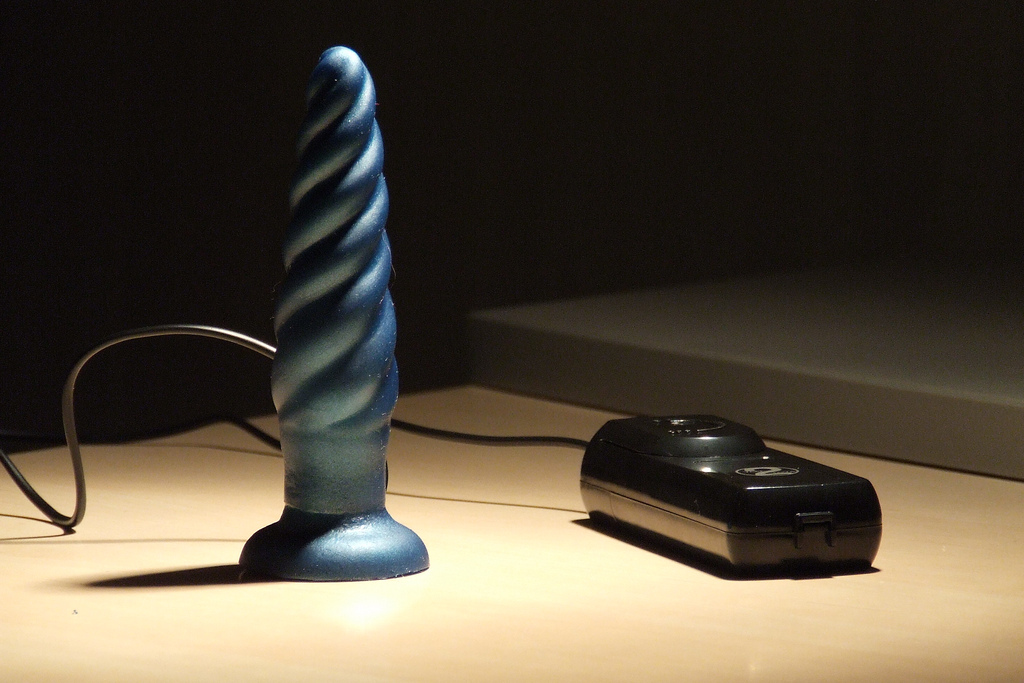
Анальный вибратор

Мастурбаторы:
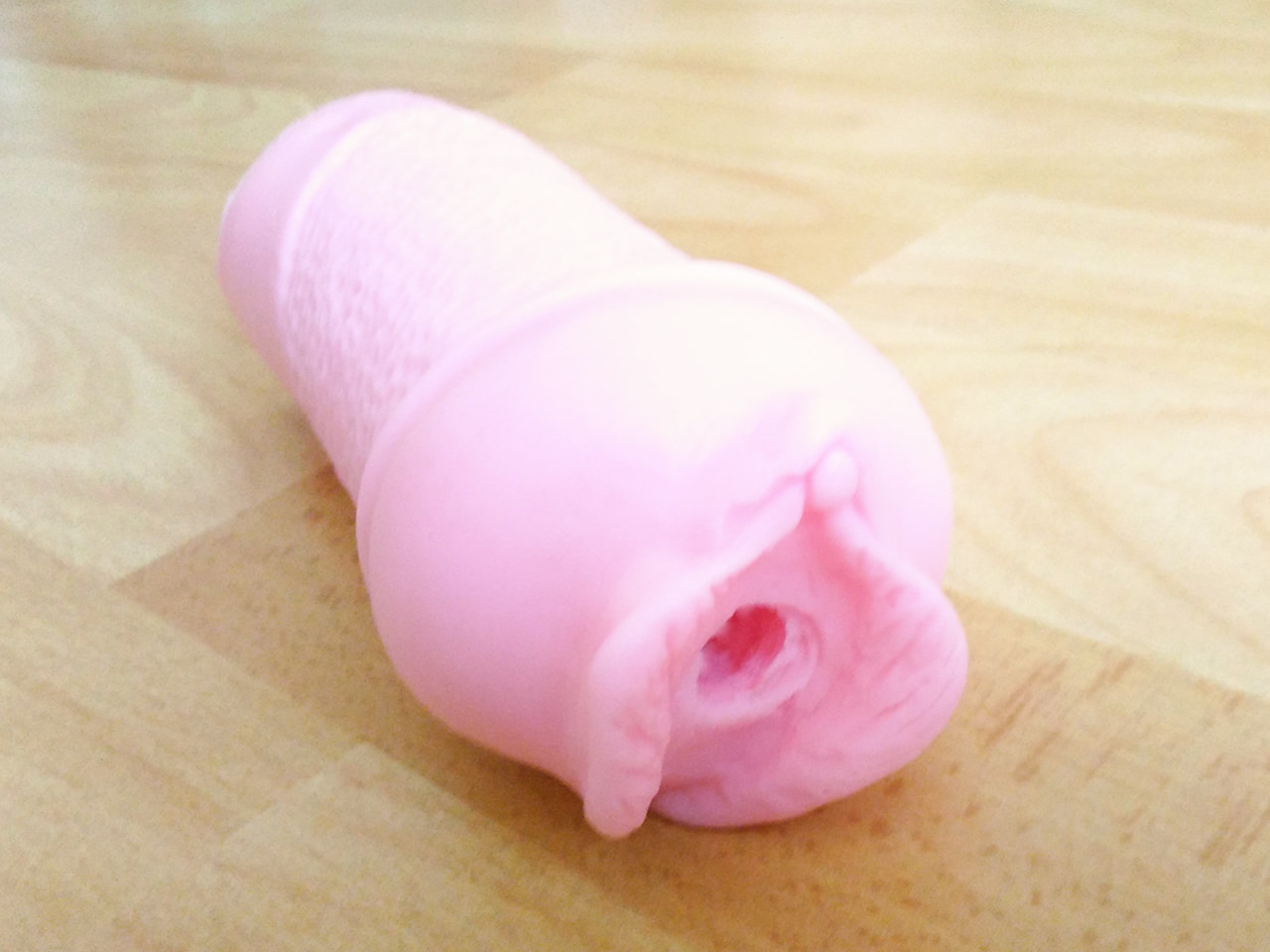
Мастурбатор (ручная искусственная вагина)
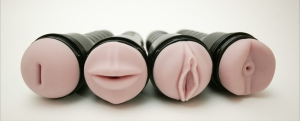
Мастурбаторы в виде рта, вагины, ануса
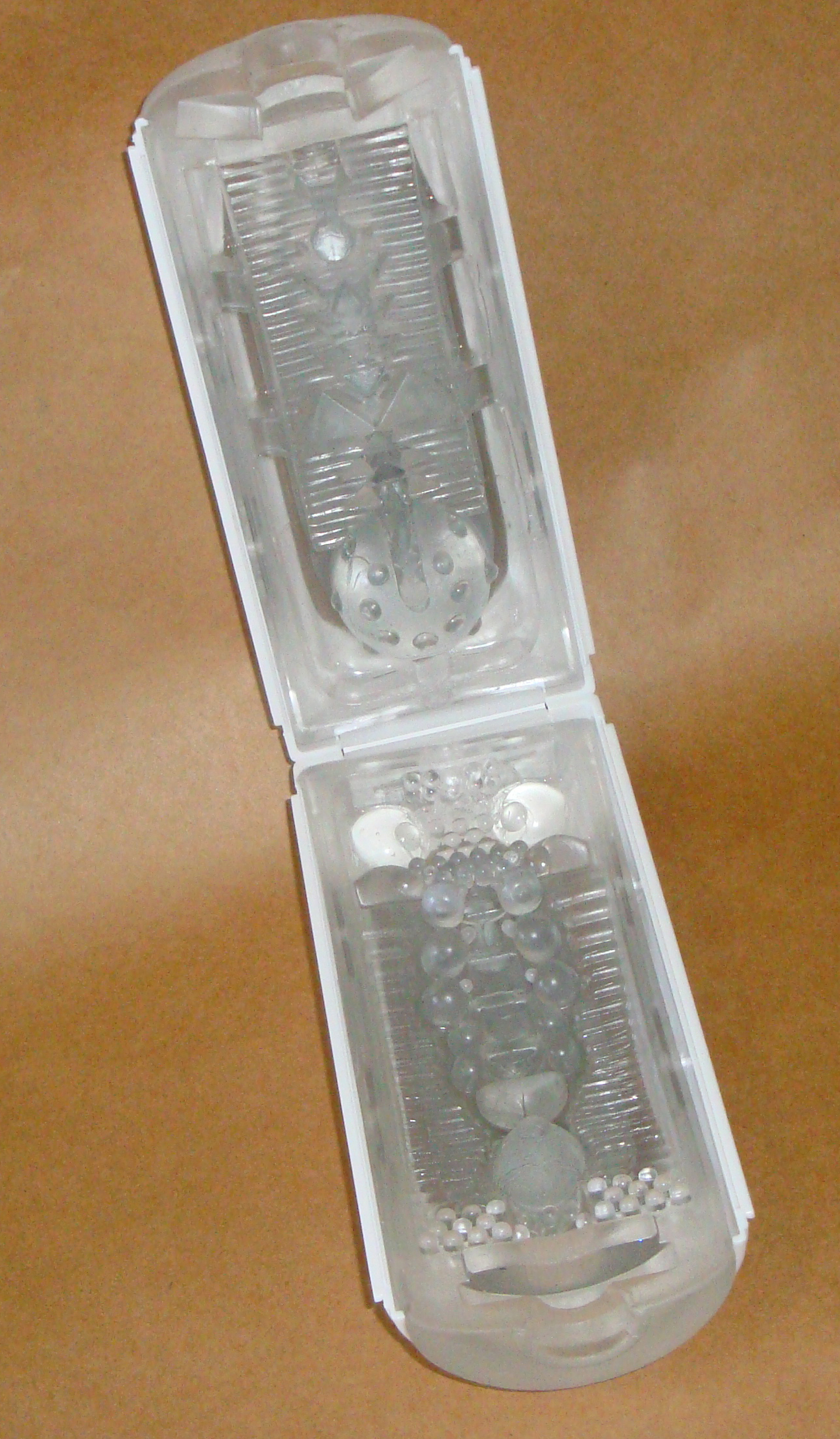
Рельефная внутренняя поверхность
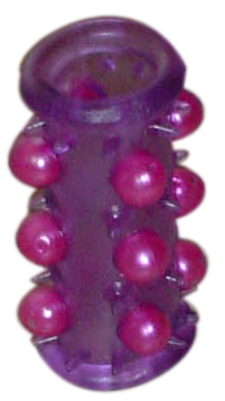
Рельефная внутренняя поверхность
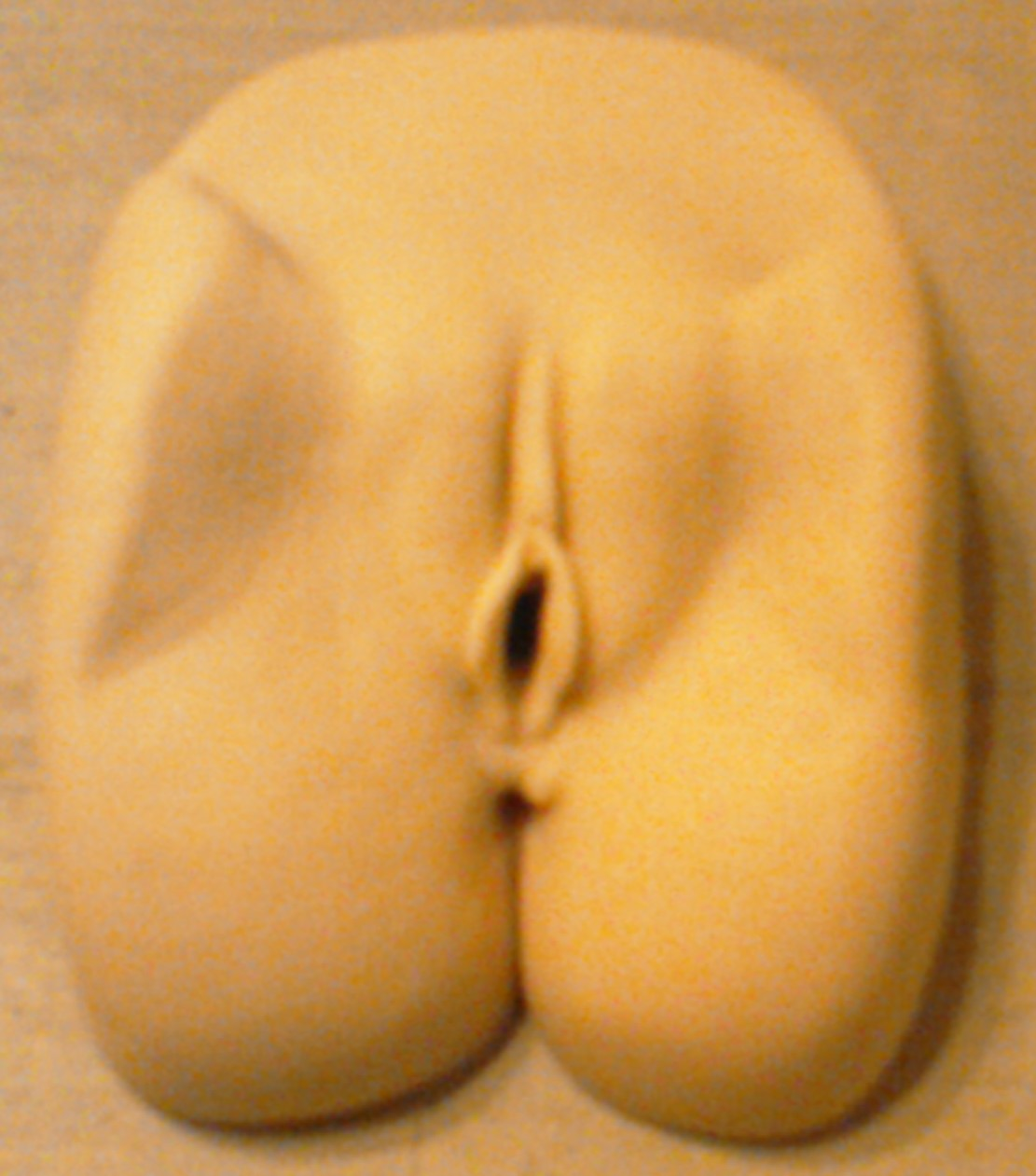
Искусственная вагина
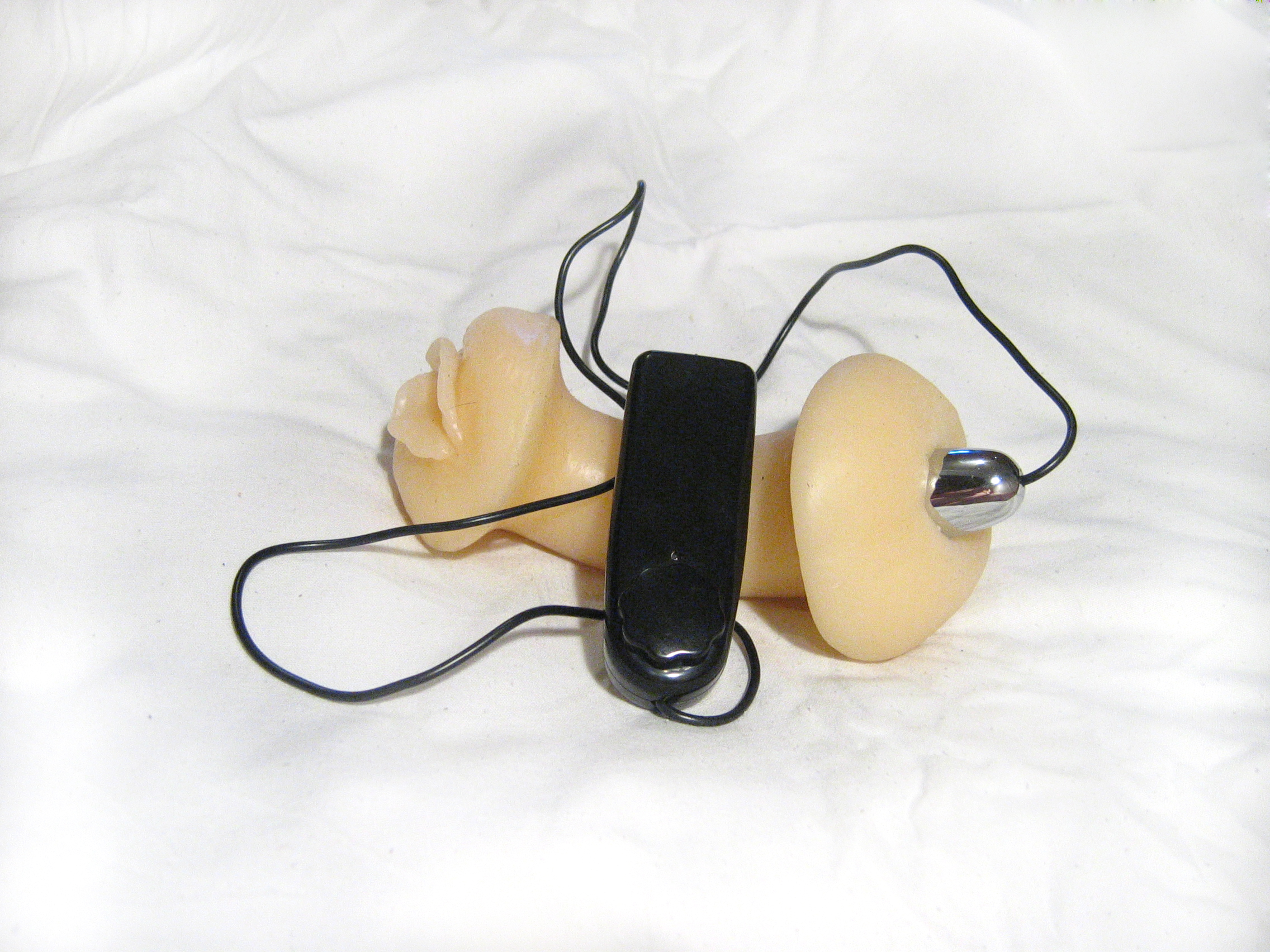
Мастурбатор с вибратором
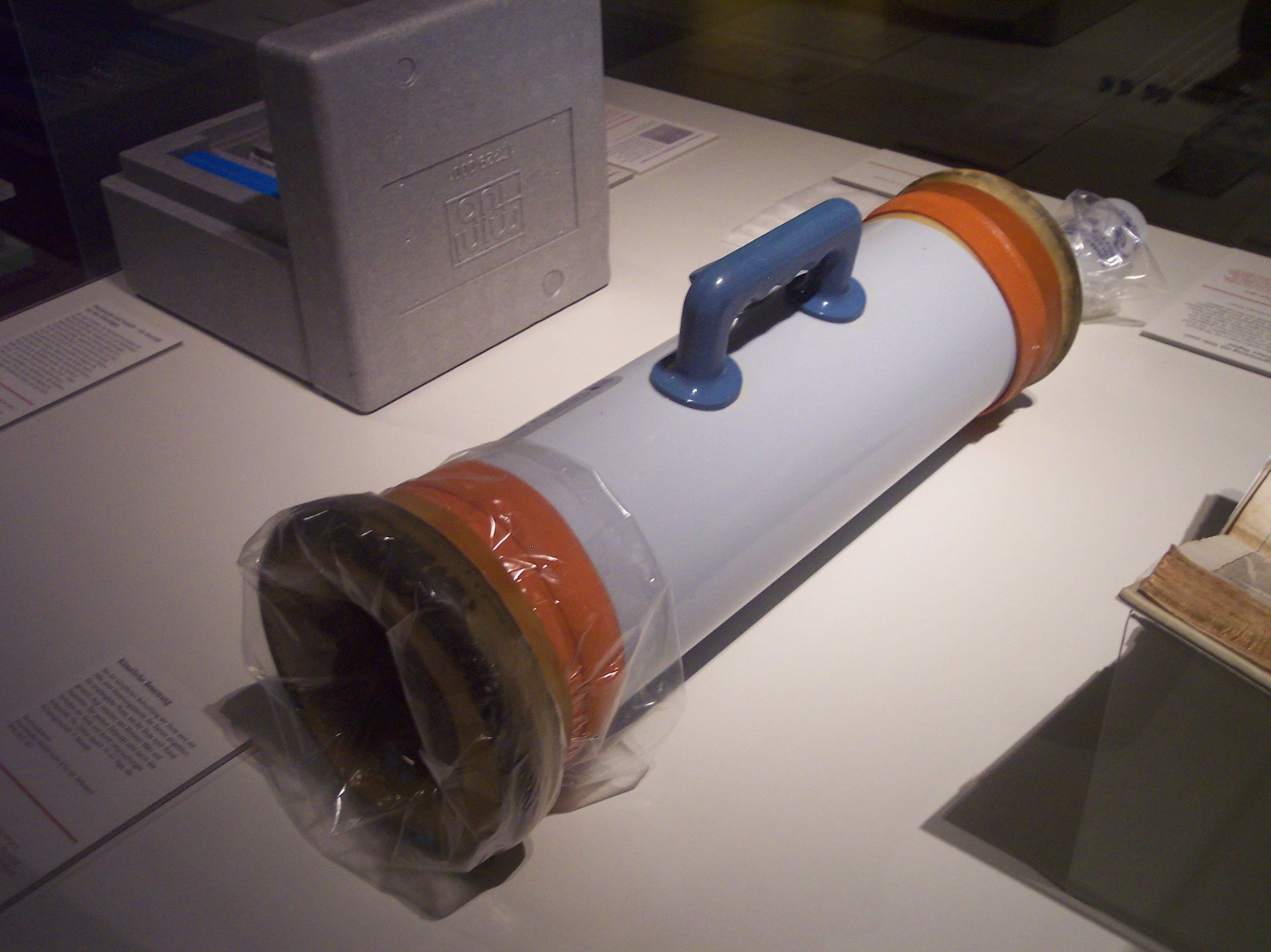
Искусственная вагина, применяемая для сбора спермы при искусственном осеменении животных в ветеринарии